# جنو آيسكات
جنو آيسكات (بالإنجليزية: GNU IceCat)‏، والذي كان يُعرف سابقاً بـجنو آيسويزل (بالإنجليزية: GNU IceWeasel)‏، هو متصفح ويب يتم توزيعه من قبل مشروع جنو. آيسكات هو نسخة من الشيفرة المصدرية لموزيلا فيرفكس مع العمل عليها كمشروع مستقل (يطلق على هذه العملية في هندسة البرمجيات اسم فرع Fork) وهو مُكَون كاملاً من البرمجيات الحرة.
يهدف مشروع جنو من آيسكات تقديم نسخة من موزيلا فيرفكس يتم تطويرها بالتزامن مع فيرفكس مع حذف الأعمال الرسومية الاحتكارية (Proprietary Artwork) والإضافات (Plugins) التي تستخدم في الإصدارات الرسمية لموزيلا فيرفكس (مثل مشغلات الفلاش من أدوبي Abode Flash Player)، والتي تصنف على أنها برمجيات غير حرة من قبل المدافعين عن البرمجيات الحرة.

## الفرق بينه وبين فيرفكس
بالإضافة إلى ان برنامج جنو آيسكات هو برنامج حر بشكل كامل، حيث تم ازالة الصور والشعارات ذات الملكية، وبرنامج توك باك (Talkback) - والذي تم استبداله أساساً في الإصدار الثالث من فيرفكس - وهو المسئول عن التبليغ عن الاخطاء التي تحدث في المتصفح، الذي تم استبداله بالبرنامج المفتوحة/حر المصدر بريك باد (Breakpad)، كمان ان البحث عن الاضافات لا يعرض الا الاضافات الحرة، ويحتوي متصفح آيسكات على مميزات أمنية اضافية.

## اصل الاسم
صاغ مشروع جنو اسم المتصفح - IceCat أو قطة الثلج - بطريقة بحيث لا يسبب اختلاط بينه وبين اسم المنتج الأساسي فيرفكس وبشكل يظهر أن المنتج مشتق من فيرفكس، فالثلج ليس ناراً، والقطة ليست ثعلب وهذا يدل انها حزمة مختلفة - فمشروع جنو لا يريد ان تلام موزيلا بسبب اخطاء جنو، ولا يسبب ارتباكاً لعلامة موزيلا التجارية -، وبنفس درجة الوضوح يظهر من الاسم ان متصفح آيسكات مبني على الشفرة المصدرية فيرفكس - فمشروع جنو يعترف بجهد موزيلا ولا ينكره -.
سابقاً كان متصفح آيسكات يعرف بـ آيسويزل (Iceweasel) ولكن في 23 سبتمبر 2007 أعلن أحد المطورين ان الاسم سيتغير إلى آيسكات، وسبب ذلك ان اسم آيسويزل قامت دبيان باستخدامه من قبل - منذ 13 نوفمبر 2006 -.

## النسخ المتاحة
حالياً لا يوجد غير نسخة من المتصفح تعمل على نظام جنو/لينوكس فقط وللتوزيعات ذات الـ 32 بت.

## التوافقية مع فيرفكس
بشكل أساسي لم يتم كسر التوافقية مع متصفح فيرفكس، فأغلب الإضافات(Add-ons) التي تعمل على فيرفكس، تعمل أيضاً مع متصفح آيسكات بدون أي مشاكل. ولكن بعض الملحقات (Plugins) - الملحقات غير الحرة خصوصاً - غالباً لن تعمل مع آيسكات.
و يتم تطوير متصفح آيسكات بالتزامن مع تطوير فيرفكس، أي ان اخر إصدارات وتطويرات فيرفكس موجوده في آيسكات.

## وصلات خارجية
- جنو آيسكات على موقع Free Software Directory (الإنجليزية)